# Cleistocactus
Genre
Classification phylogénétique

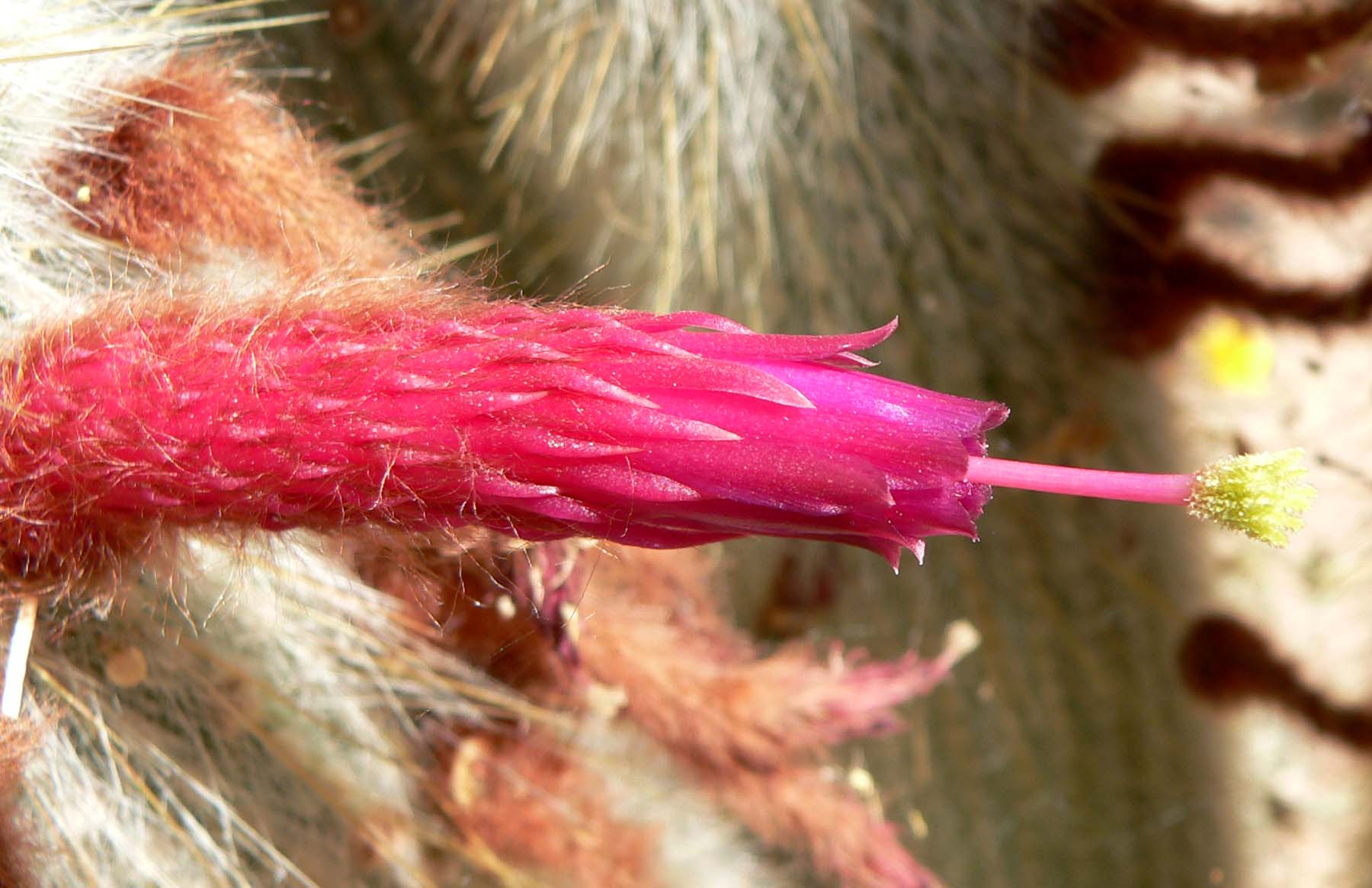
Cleistocactus strausii

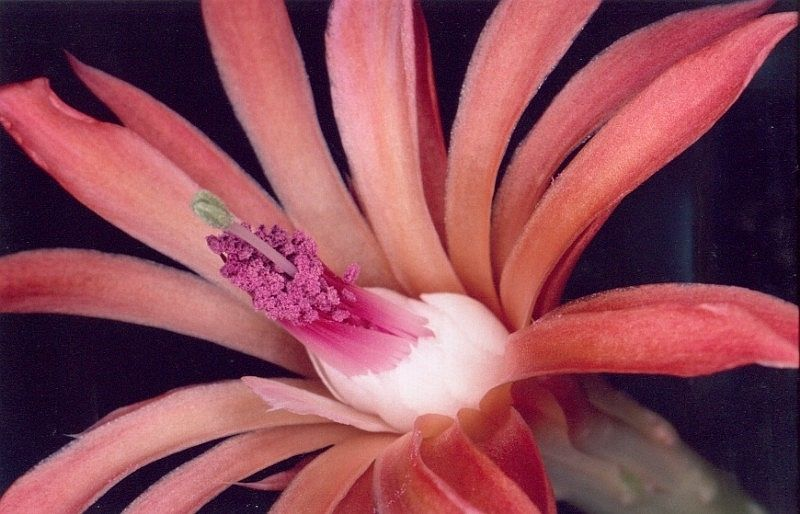
Cleistocactus aureispinus

Cleistocactus est un genre de la famille des Cactacées, composé d'une quarantaine d'espèces. Soit de forme arbustive ou en forme d'arbre, les tiges charnues peuvent être érigées, rampantes ou retombantes. 
Les fleurs en tubes étroits sont hermaphrodites. 
On les trouve en Amérique du Sud, notamment  Pérou, en Uruguay, au Paraguay, en Bolivie et dans le nord de l'Argentine. 
Ils comportent de nombreuses côtes dont les aréoles se distinguent peu. 
Le nom vient du grec kleistos (=fermé) parce que les fleurs s'ouvrent peu. 

## Taxonomie

### Liste d'espèces
49 espèces : (liste incomplète)
- Cleistocactus aureispinus (= Loxanthocereus aureispinus)
- Cleistocactus baumannii
- Cleistocactus bruneispinus
- Cleistocactus candelilla
- Cleistocactus dependens
- Cleistocactus fieldianus
- Cleistocactus hildegardiae
- Cleistocactus hyalacanthus
- Cleistocactus icosagonus
- Cleistocactus parapetiensis
- Cleistocactus reae
- Cleistocactus samaipatanus
- Cleistocactus sepium
- Cleistocactus serpens
- Cleistocactus sextonianus
- Cleistocactus smaragdiflorus
- Cleistocactus strausii
- Cleistocactus tarijensis
- Cleistocactus tominensis
- Cleistocactus winteri

### Synonymes
Les genres suivants sont considérés comme des synonymes de Cleistocactus : 
- Akersia Buining
- Bolivicereus Cárdenas
- Borzicactella H.Johnson ex F.Ritter
- Borzicactus Riccob
- Borzicereus Fric & Kreuz. (orth. var.)
- Cephalocleistocactus F.Ritter
- Cleistocereus Fric & Kreuz. (orth. var.)
- Clistanthocereus Backeb.
- Demnosa Fric
- Gymnanthocereus Backeb.
- Hildewintera F.Ritter
- Loxanthocereus Backeb.
- Maritimocereus Akers
- Pseudoechinocereus Buining (nom. inval.)
- Seticereus Backeb.
- Seticleistocactus Backeb.
- Winteria F.Ritter
- Winterocereus Backeb.